# Spondon

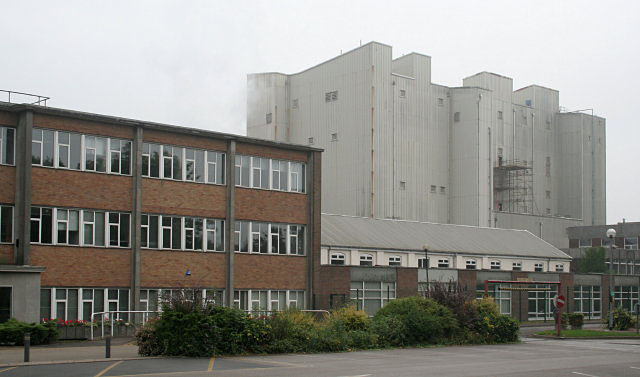
Fábrica británica de Celanese

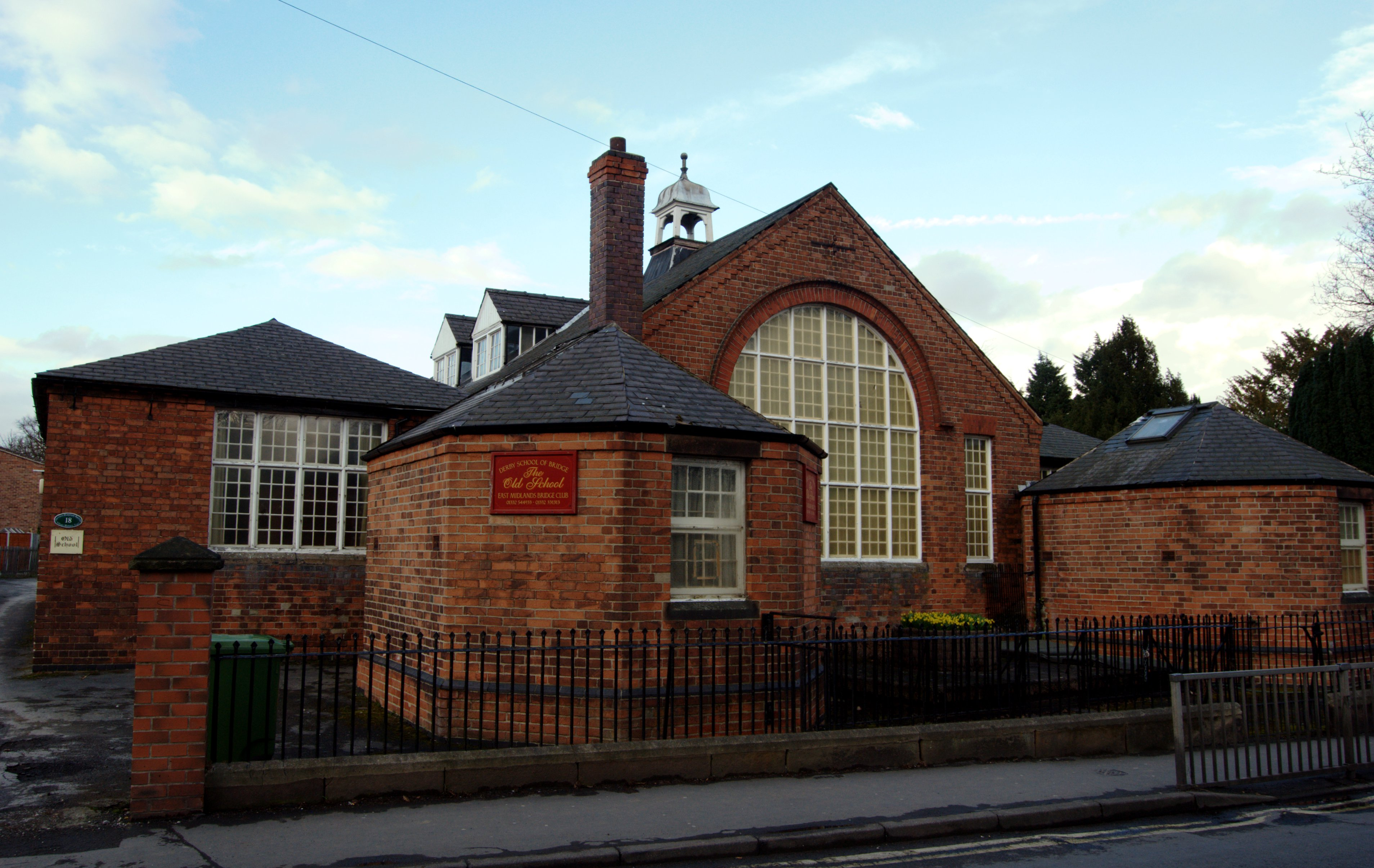
Vieja escuela, calle de la capilla

Spondon una población cercana a la ciudad de Derby, en Inglaterra. Originalmente un pequeño pueblo, Spondon se remonta al Domesday Book y se industrializó fuertemente en el siglo XIX y principios del siglo XX, con empresas como British Celanese.

## Historia
El nombre Spondon es anglosajón y describe una colina de grava. El pueblo se menciona en el Domesday Book de 1086.  Alrededor de 1333,  un gran incendio, que comenzó en The Malt Shovel , un pub local, y con la ayuda de un viento del este, arrasó el pueblo y destruyó la iglesia y todas menos unas pocas casas, con una sola baja, el alcalde. El daño fue tan grande que se envió a un juez, Roger de Bankwell, a escuchar las peticiones de desgravación de impuestos.  El Gran Incendio de Spondon todavía se conmemora y se enseña como parte del plan de estudios en las escuelas locales. Se celebró una feria de pueblo en su 650 aniversario (alrededor de 1990).
Spondon se industrializó mucho en el siglo XIX y principios del XX, con empresas como British Celanese (ahora Celanese Corporation). El sitio grande ahora está cerrado, pero inicialmente fabricó acetato de celulosa en la Primera Guerra Mundial y luego otras fibras artificiales.

## Gobierno
Spondon es parte de la ciudad de Derby y se encuentra en el distrito electoral de Mid Derbyshire para las elecciones de Westminster.

## Geografía
La comunidad se encuentra en la ladera norte del valle del río Derwent al este de Derby y está dividida por la A52, que separa el área residencial del pueblo de Spondon en la cima de la colina del área fuertemente industrializada en la parte inferior.

## Demografía
En el censo de 2011, Spondon tenía una población de 12.377 habitantes, de los cuales el 94,6% eran británicos blancos, en comparación con el 75,3% de Derby en su conjunto.

## Economía
El cinturón industrial se encuentra al sur de Nottingham Road/Derby Road (una antigua calzada romana), al igual que el canal en desuso y el ferrocarril. Estas barreras separan las tres cuartas partes residenciales del pueblo de su barrio industrial. Las diversas industrias han incluido una fábrica de tintes, una estación generadora de electricidad, dos depósitos de chatarra, obras de alcantarillado, fábricas de fibras sintéticas británicas Celanese y una curtiduría.
Spondon tiene una pequeña cantidad de cadenas de tiendas, pero también continúa apoyando el negocio de muchos comerciantes independientes, que incluyen barberías para hombres, una tienda de regalos y una panadería. Chapel Street y Sitwell Street (en el centro) son las áreas principales de esta actividad comercial. Dale Road (noreste) y Nottingham Road/Derby Road (sur) también tienen una hilera de tiendas. Supertiendas ( Asda en Derby Road (suroeste) también se encuentran en Spondon.

## Cultura y comunidad
Hay muchos clubes, grupos y sociedades al servicio de Spondon. El Spondon Village Festival (Carnaval) se llevó a cabo por primera vez en 2010 y se esperaba que se convirtiera en un evento anual que combinara carnaval y feria, pero esto fracasó. Spondon ganó el premio Urban Community de Britain in Bloom en 2005.
Las instalaciones incluyen una biblioteca, dos clubes sociales, seis bares (los nombres y números no han cambiado desde 1961). Los parques son Brunswood (patio de recreo y campo de juego), Dale Road (campo y paisajismo), South Avenue Rec (patio de recreo y campo), Gravel Pit Lane (campo de juego), Locko Park (parque rural), Spondon Woods (bosque y matorral) , Stoney Cross (bosques y matorrales) y Willowcroft (campo de juego).
El Asterdale Club (anteriormente Celanese Workers' Club) está cerrado, pero los terrenos albergan dos equipos de fútbol y un club de tiro con arco, terrenos del club, parques del pueblo, el ayuntamiento y el salón de la antigua escuela.

## Puntos de referencia
El centro histórico del pueblo está designado como área de conservación. Locko Park es una mansión catalogada como Grado II* que data de 1669. The Homestead es una gran mansión georgiana independiente en Sitwell Street. Los arcos de piedra en Park Road marcan la entrada a la ahora demolida Spondon House. El Enoch Stone Memorial marca el lugar en Derby Road donde tuvo lugar un notorio asesinato en 1856  aunque se encuentra en la vecina Chaddesden .

## Transporte
Derby Canal (Derby - Sandiacre) abrió en 1795 y permitió otras industrias. El canal cerró en 1964. Derby & Sandiacre Canal Trust continúa en sus esfuerzos por restablecer el canal. Borrowash Bottom Lock se reparó en 2018 y Sandiacre Lock se desenterró (febrero de 2019). Otras secciones han sido entregadas al Fideicomiso y están siendo limpiadas de vegetación. (2019)
El ferrocarril de los condados de Midland abrió una línea de Derby a Nottingham en 1839: Midland Counties Railway. Esta línea se convirtió en parte de la línea principal de Midland a la estación de tren London St Pancras. La estación de tren de Spondon tiene un servicio bastante limitado hacia Derby y Nottingham.
La A52 , 'desvío de Borrowash' recientemente llamada Brian Clough Way, atraviesa el pueblo y proporciona enlaces por carretera rápida (autovía) hacia el oeste (Derby) y el este (M1 y Nottingham). La ruta ciclista regional 66 une Spondon con Chaddesden y Alvaston.

## Educación
Hay cinco escuelas públicas ubicadas en el pueblo. Escuelas primarias: Asterdale (sureste), Borrow Wood (noreste), St. Werburgh's C of E y Springfield.
Escuelas Secundarias: Escuela West Park .
West Park School representa la fusión de la antigua Spondon School (seniors) (State Comprehensive) que estaba ubicada en dos sitios contiguos. Estos sitios son la 'escuela superior' (década de 1960, ladrillo gris, hormigón y vidrio) en la parte superior de la ladera, el sitio actual y la 'escuela inferior' (década de 1970, ladrillo gris, teja marrón, madera y vidrio) en la pie de la ladera, que se incendió. El nuevo nombre proviene de los dos caminos que conducen a él.

## Sitios religiosos
La iglesia de St. Werburgh data de alrededor de 1390 y reemplazó a una iglesia anterior destruida por un incendio en 1340.  En el cementerio hay una cruz anglosajona que data de c.870.
Además de St Werburgh's, está la Iglesia Metodista Spondon construida en 1934 antes de la existencia de la A52.

## Deporte
- Club de críquet Spondon[6]
- Club de fútbol Spondon Dynamos[7]
- Club de bolos Spondon[8]
- Club de tiro con arco de los arqueros del ancla[9]
- Snooker y club de billar Spondon[10]